# Hickory Motor Speedway
De Hickory Motor Speedway is een racecircuit gelegen in Hickory, North Carolina. Het is een ovaal circuit van 0,363 mijl of 584 meter in lengte. Het opende in 1951 met een onverhard wegdek en werd in 1967 geplaveid.
Tussen 1953 en 1971 werd het circuit gebruikt voor wedstrijden uit de NASCAR Grand National Series met de Hickory 276 en de Buddy Shuman 276. Junior Johnson is met zeven overwinningen recordhouder op het circuit, Richard Petty won vijf keer, Bobby Isaac en David Pearson elk vier keer.
Tussen 1982 en 1998 werd het circuit 42 keer gebruikt voor een race uit de Busch Series. Jack Ingram en Tommy Houston wonnen beide acht keer op het circuit en zijn daarmee recordhouder. Momenteel wordt het circuit gebruikt voor wedstrijden uit de Whelen All-American Series en diverse andere kleinere raceklasses.